# ميخائيل روز (لاعب كريكت)
ميخائيل روز (8 أبريل 1942 في المملكة المتحدة - ) (بالإنجليزية: Michael Rose)‏ هو لاعب كريكت بريطاني.